# Belonium graddonii
Belonium graddonii är en svampart som beskrevs av D. Hawksw. 1980. Belonium graddonii ingår i släktet Belonium, ordningen disksvampar, klassen Leotiomycetes, divisionen sporsäcksvampar och riket svampar.   Inga underarter finns listade i Catalogue of Life.